# Zhengzhuang (socken i Kina, Hebei)
Zhengzhuang (kinesiska: 郑庄乡, 郑庄) är en socken i Kina. Den ligger i provinsen Hebei, i den norra delen av landet, omkring 210 kilometer öster om huvudstaden Peking.
Genomsnittlig årsnederbörd är 805 millimeter. Den regnigaste månaden är augusti, med i genomsnitt 205 mm nederbörd, och den torraste är januari, med 2 mm nederbörd.